# Дело «Гончарук против России»
Дело «Гончарук против России» — судебный процесс, инициированный жалобой Елены Витальевны Гончарук против Российской Федерации, поданной ею в Европейский суд по правам человека (ЕСПЧ) 3 февраля 2000 года.

## Обстоятельства
До 1990 года Елена Гончарук проживала в Казахстане. Из-за межэтнических конфликтов вынуждена была переехать в Грозный в квартиру своих родителей (район Катаяма). В 1993 году школа, в которой училась её дочь, подверглась нападению и Елена Витальевна вывезла её из Чечни. После начала второй чеченской войны из-за слабого здоровья Гончарук вынуждена была остаться в Грозном. Зиму 1999—2000 годов она провела прячась от обстрелов по подвалам.
19 января 2000 года федеральные силы предприняли наступление в районе Катаяма. Когда Гончарук с пятью другими местными жителями, бежала в подвал, чтобы укрыться от обстрела, она была ранена в ногу. После окончания обстрела появились военнослужащие федеральных войск. Они приказали всем выйти из подвала. Также они заявили, что им приказано убить всех, поскольку оставшиеся в городе — пособники бандитов.
Военные не слушали объяснений и не проверяли документы. По их приказу люди спустились в подвал, после чего солдаты бросили в него гранаты со слезоточивым газом. Люди просили их остановиться. Наконец, солдаты приказали им выходить по одному. Гончарук, будучи раненной, не могла выйти сама — её поддерживал чеченец. Другой чеченец и две русские женщины, которые вышли первыми, были убиты пулемётной очередью. Солдаты выстрелили также ещё в одну женщину, и в саму Гончарук, которую прикрыл собой помогавший ей чеченец.
Очнувшись, Гончарук обнаружила, что все её знакомые погибли. Сама она была ранена в грудь, у неё текла кровь изо рта. С наступлением ночи Елена Гончарук вышла на соседнюю улицу, где ей оказали первую помощь. Позже она с белым флагом подошла к блокпосту, где военнослужащие проверили её документы и позволили покинуть город. Гончарук выехала в Ингушетию в сопровождении женщины, которая приезжала в Грозный, чтобы найти своих родственников.
До февраля 2000 года Гончарук находилась в больнице. Она была контужена, получила огнестрельные и осколочные ранения груди и коленного сустава и сотрясение мозга. Также она лечилась от невротической астении. После окончания лечения Гончарук до лета 2000 года оставалась в Ингушетии.
Сама Елена Гончарук, её друзья и знакомые получали угрозы. По этой причине она боялась подавать жалобу властям. 26 апреля 2005 года, когда дело поступило в адрес Европейского суда и было доведено до сведения российских властей, последними было начато расследование, которое подтвердило правоту утверждений Гончарук.

## Решение суда
Согласно решению суда, принятому 4 октября 2007 года, Российская Федерация нарушила статьи 2 и 13 Европейской конвенции по правам человека. Российская сторона в течение нескольких лет не предпринимала попыток расследовать преступление. То следствие, что было произведено в 2004 году, не смогло восстановить полной картины. Неэффективность расследования привела к невозможности поиска и наказания виновных в совершении преступления. Суд обязал Россию выплатить заявительнице компенсацию в размере 50 тысяч евро.